# Josef Rehrl
Josef Rehrl (* 7. Jänner 1895 in Salzburg; † 11. November 1960 ebenda) war ein österreichischer Beamter und Politiker (ÖVP) sowie von 1947 bis 1949 Landeshauptmann von Salzburg.

## Leben und Wirken
Josef Rehrl war Bruder des früheren Salzburger Landeshauptmannes Franz Rehrl. Er war wie sein Bruder seit seiner Mittelschulzeit Urmitglied bei der K.ö.St.V. (Katholische österreichische Studentenverbindung) Almgau Salzburg, welche er 1916 mitten im Krieg reaktivierte. Weiters war er Ehrenmitglied der katholischen Studentenverbindung AV Austria Innsbruck.
Rehrl war von 1922 bis 1926 Mitglied des Gemeinderates der Stadt Salzburg und Mitglied des Bundesrates von 1945 bis 1949, dessen Vorsitz er als 1947 gewählter Landeshauptmann 1948 innehatte.
Bekannt geworden ist er 1948 mit seinem Bestreben, den seit 1810 bzw. 1816 in Bayern gelegenen Rupertiwinkel wieder an Salzburg anzugliedern. Mit einbezogen werden sollte auch der damalige Landkreis Berchtesgaden (mit Bad Reichenhall und Umgebung). Bei dieser Gelegenheit wollte er das Salzburger Land gleich bis zur Traun und an die Alz erweitern. Eine „historische Traungrenze“, die es in Wahrheit nie gegeben hat, sollte wiederhergestellt werden. Die Bevölkerung der Region stand dem Ganzen jedoch überwiegend ablehnend gegenüber und auch der bayerische Ministerpräsident Hoegner kündigte entschiedenen Widerstand an: „Wenn es sein muß, werden unsere bayerischen Bauern ihr Land mit Mistgabeln und Sensen verteidigen.“
Nach ÖVP-internen Auseinandersetzungen wurde Josef Rehrl abgelöst und am 1. Dezember 1949 Josef Klaus mit 19 von 25 Stimmen zum Landeshauptmann gewählt.
Bei der Generalversammlung des Vereines „Mozarteum-Orchester“ am 4. Juli 1953 wurde er zum Präsidenten des Vereins gewählt.

## Josef-Rehrl-Schule
Die nach ihrem langjährigen Direktor Rehrl benannte Josef-Rehrl-Schule für hörbehinderte Kinder im ehemaligen Lürzerhof im Salzburger Stadtteil Lehen soll nach einer Forderung der Volksanwaltschaft auf jeden Fall umbenannt werden. Rehrl habe in seiner Amtszeit „die Benützung der Gebärdensprache unterbunden und [...] das auch mit körperlicher Gewalt bei den Kindern durchgesetzt“. Im Juni 2023 gab die Volksanwaltschaft bekannt, dass an der Josef-Rehrl-Schule und dem zugehörigen Internat über Jahrzehnte hinweg unter verschiedenen Direktoren – auch dem Namensgeber Rehrl – Hunderte gehörlose Kinder und Jugendliche gequält und misshandelt worden seien. Die Misshandlungen hätten in körperlicher Gewalt wie Stockschlägen, Prügel, stundenlangen Gewaltmärschen, Ziehen an den Haaren, Verwehren von Trinkwasser, Essenszwang und der Nötigung zum Essen von Erbrochenem bestanden. Psychische Gewalt bestand darin, den Kindern und Jugendlichen die Gebärdensprache zu verbieten; sie wurden gezwungen, Laute von sich zu geben und geprügelt, wenn sie dies nicht vermeintlich richtig taten. Die Kinder wurden von ihren Eltern möglichst umfassend getrennt und verbrachten teilweise über zehn Jahre, vom Kindergartenalter bis nach Abschluss einer Lehre, an der Schule bzw. im Internat.